# Jacob Elordi
Jacob Nathaniel Elordi (Brisbane, 26 giugno 1997) è un attore australiano.
È noto principalmente per i ruoli di Nate Jacobs nella serie televisiva Euphoria e di Noah Flynn nella serie di film The Kissing Booth. 
Nel 2023 ha interpretato Elvis Presley in Priscilla di Sofia Coppola e recitato nel film Saltburn di Emerald Fennell, che gli è valso una candidatura al Premio BAFTA nella categoria migliore attore non protagonista. Nello stesso anno ha ricevuto anche una candidatura al BAFTA come miglior stella emergente.

## Biografia
Jacob Elordi è nato il 26 giugno 1997 a Brisbane, Queensland, da una famiglia della classe operaia composta dai suoi genitori: Melissa, una madre casalinga ed ex impiegata della mensa presso la scuola di Elordi, e John, un pittore che ha trascorso 13 anni a costruire la casa di famiglia, ha tre sorelle maggiori. Il padre John emigrò in Australia dai Paesi Baschi all'età di otto anni.
Mentre giocava nella squadra di rugby della sua scuola, Elordi si esibì in musical scolastici a partire dall'età di 12 anni, recitando in produzioni di Seussical e Charlie e la fabbrica di cioccolato, e presto iniziò a prendere lezioni di recitazione. È stato inizialmente ispirato a diventare un attore da Heath Ledger, in particolare a causa del suo ruolo nel film del 2008, Il cavaliere oscuro. Ha anche interpretato Oberon in una produzione scolastica di Sogno di una notte di mezza estate. All'età di 14 anni, Elordi iniziò a praticare il suo accento americano, modellandolo su quello di Vin Diesel. Ha tentato di fare il modello su suggerimento di sua madre all'età di 15 anni, ma gli è stato detto che era troppo alto per adattarsi ai vestiti del campionario. Frequentò le scuole secondarie private maschili e cattoliche del St Kevin's College e del St Joseph's College, dove si sentiva "profondamente a disagio senza sapere il perché".
Durante tutta la scuola secondaria, Elordi ha continuato a giocare a rugby finché non si è rotto un osso alla schiena durante una partita, cosa che, secondo lui, lo ha allontanato dall'atletica e verso la recitazione. Ha affermato che, dopo aver letto Aspettando Godot in un corso di teatro all'età di 15 anni, la recitazione "è diventata la sua chiesa" e di conseguenza la sua personalità è cambiata. È stato ispirato da attori come Marlon Brando, Laurence Olivier, Daniel Day-Lewis, Christian Bale e Ledger, inoltre leggeva le loro biografie emulando i loro comportamenti. Successivamente ha frequentato una scuola di recitazione a Melbourne e si è trasferito negli Stati Uniti nel 2017 all'età di 19 anni per intraprendere la carriera di attore.

## Carriera
Nel 2017 riesce a debuttare in un piccolo ruolo all'interno di Pirati dei Caraibi - La vendetta di Salazar. L'anno seguente recita nella pellicola di Stephan Elliott, Swinging Safari con Kylie Minogue e poi nella romcom di NETFLIX, The Kissing Booth di Vince Marcello, che poi lo vorrà anche nei due sequel, realizzati nel 2020 e nel 2021, nonostante la critica abbia stroncato tutta la trilogia, molto apprezzata dal pubblico, e nonostante lo stesso Elordi abbia confessato di trovare la sua parte ridicola, misogina e stereotipata e di aver accettato di partecipare al progetto solo per diventare un attore negli Stati Uniti.
Dopo essere apparso in The Mortuary Collection nel 2019 con Clancy Brown e Ema Horvath, entra nel cast del plurinominato serial drammatico Euphoria, versione americana della serie omonima israeliana, che lo porterà alla notorietà mondiale.
Un'audizione superata appena in tempo visto che, non volendo accettare qualsiasi ruolo ed essendo la paga di attore abbastanza esigua, si era ritrovato a dormire occasionalmente in auto o sul divano di alcuni amici, tanto da indurlo a pensare di ritornare in Australia, abbandonando tutti i suoi sogni. Ma il ruolo del campione di football liceale, Nate Jacobs, che vive con un padre abusivo, buca lo schermo e gli permette di mostrare tutto il narcisismo e la sociopatia di un antieroe maledetto.
Nel frattempo, è nel cast del dramma romantico 2 Hearts - Intreccio di destini nel 2020, passando a The Very Excellent Mr. Dundee, nello stesso anno, dove diventa il figlio di Mr. Dundee, interpretato da Paul Hogan.
Due anni più tardi, Adrian Lyne lo vorrà nell'adattamento cinematografico omonimo del romanzo del 1957 di Patricia Highsmith, Acque profonde, thriller erotico con Ana de Armas e Ben Affleck, in cui veste i panni di un insegnante di piano. Sarà uno dei protagonisti del britannico The Sweet East (2023) e di He Went That Way (2023), trasposizione del romanzo "Luke Karamazov" di Conrad Hilberry, nel quale è un serial killer diciannovenne; in questa parte fu stroncato dalla critica.
Si rifarà come Elvis Presley in Priscilla, tratto dalle memorie di Priscilla Presley "Elvis and Me" e presentato all'80ª edizione della Mostra del Cinema di Venezia. Una performance impeccabile tanto quanto quella di Felix Catton, un ricco e carismatico universitario britannico in Saltburn, diretto dal Premio Oscar, Emerald Fennell, definita una vera e propria "rivelazione", guadagnandosi una candidatura come miglior attore non protagonista ai BAFTA.
Nel 2024, Paul Schrader lo dirigerà nel drammatico Oh, Canada, dove sarà una versione più giovane di uno scrittore interpretato da Richard Gere, accettando poi la parte del mostro di Frankenstein nell'horror ispirato al noto romanzo di Mary Shelley e diretto da Guillermo del Toro.

## Vita privata
Jacob Elordi ha avuto una relazione con l’attrice Joey King, che partecipò come protagonista al film The Kissing Booth. Successivamente ha avuto una relazione sentimentale con l’attrice Zendaya, conosciuta sul set della serie Euphoria. Dal 2020 al 2021 ha frequentato la modella Kaia Gerber.

## Immagine pubblica
A partire dai suoi ruoli nei film The Kissing Booth e continuando fino al 2020, Elordi è diventato noto come un rubacuori e sex symbol per la Generazione Z. Gabriella Paiella di GQ ha scritto che Elordi aveva "un aspetto classico e innegabile da protagonista", mentre Larisha Paul di Rolling Stone lo ha definito "il rubacuori regnante di Hollywood degli anni 2000".
Per i suoi ruoli cinematografici di successo del 2023, Ella Kemp dell'Evening Standard ha descritto Elordi come "decisamente il ragazzo d'oro del grande schermo del 2023". Anche le relazioni di Elordi, inclusa quella con la co-star di Euphoria, Zendaya, la modella Kaia Gerber, la co-star di The Kissing Booth, Joey King e la YouTuber, Olivia Jade, hanno ricevuto un'ampia copertura sui tabloid e sui social media. Elordi è stato il volto della fragranza Boss the Scent di Hugo Boss nel gennaio 2022. Nel marzo 2023 è diventato ambasciatore del marchio globale per la società di orologi svizzera, TAG Heuer.

## Filmografia

### Cinema
- Carpe Liam (Cortometraggio) (2015)
- Max & Iosefa (Cortometraggio) (2016)
- Pirati dei Caraibi - La vendetta di Salazar (Pirates of the Caribbean: Dead Men Tell No Tales), regia di Joachim Rønning e Espen Sandberg (2017) - (extra non accreditato)
- Swinging Safari, regia di Stephan Elliott (2018)
- The Kissing Booth, regia di Vince Marcello (2018)
- The Mortuary Collection, regia di Ryan Spindell (2019)
- 2 Hearts - Intreccio di destini, regia di Lance Hool (2020)
- The Very Excellent Mr. Dundee, regia di Dean Murphy (2020)
- The Kissing Booth 2 , regia di Vince Marcello (2020)
- The Kissing Booth 3 , regia di Vince Marcello (2021)
- Acque profonde (Deep Water), regia di Adrian Lyne (2022)
- The Sweet East, regia di Sean Price Williams (2023)
- He Went That Way, regia di Jeffrey Darling (2023)
- Priscilla, regia di Sofia Coppola (2023)
- Saltburn, regia di Emerald Fennell (2023)
- Oh, Canada - I tradimenti (Oh, Canada), regia di Paul Schrader (2024)
- On Swift Horses, regia di Daniel Minahan (2024)
- Frankenstein, regia di Guillermo del Toro (2025)

### Televisione
- Euphoria – serie TV, 15 episodi (2019-in corso)
- The Narrow Road to the Deep North, regia di Justin Kurzel – miniserie TV (2025)

## Riconoscimenti
- Premio BAFTA
  - 2024 – Candidatura alla miglior stella emergente
  - 2024 – Candidatura al miglior attore non protagonista per Saltburn

## Doppiatori italiani
Nelle versioni in italiano nelle opere in cui ha recitato, Jacob Elordi è stato doppiato da:
- Emanuele Ruzza in The Kissing Booth, Euphoria, The Kissing Booth 2,  2 Hearts - Intreccio di destini, The Kissing Booth 3, Saltburn, He Went That Way, The Narrow Road to the Deep North, Oh Canada - I tradimenti, On Swift Horses
- Leonardo Lugni in Acque profonde
- Manuel Meli in Priscilla